# رفانسر
رفانسر (بالفارسية: روانسر) (بالکردیة: ڕوانسەر، Ruansar) هي مدينة تقع في إيران في قسم. يقدر عدد سكانها بـ 16,383 نسمة .